# خانه غضنفر پور
خانه غضنفر پور مربوط به اواخر دوره قاجار - اوایل دوره پهلوی است و در شهرستان مبارکه، بخش گرکن جنوبی، زیباشهر، خیابان حافظ، کوچه مؤمن بیک واقع شده و این اثر در تاریخ ۱۳ خرداد ۱۳۸۶ با شمارهٔ ثبت ۱۹۲۲۵ به‌عنوان یکی از آثار ملی ایران به ثبت رسیده است.